# Konspirační teorie o útocích z 11. září 2001
Konspirační teorie o útocích z 11. září 2001 jsou alternativou názoru, že teroristické útoky 11. září 2001 byly spáchány výlučně Al-Káidou, aniž by o nich jakákoliv složka vlády Spojených států amerických věděla předem. Zastánci těchto konspiračních teorií věří v existenci nesrovnalostí v oficiálních závěrech vyšetřování nebo tvrdí, že došlo k přehlédnutí nebo překroucení důkazů.
Nejvýznamnější konspirační teorie tvrdí, že zhroucení budov Světového obchodního centra včetně World Trade Center 7 bylo důsledkem řízené demolice. Dále také tvrdí, že Pentagon byl zasažen buď raketou, nebo civilním letadlem poté, co jeho řízení měla dálkově převzít armáda. Motivací pro takové činy mělo být jak ospravedlnění amerických invazí do Afghánistánu a Iráku, tak podpora strategických zájmů USA na Středním východě, jako byl např. plán na výstavbu transafghánského plynovodu.
Jiné konspirační teorie se zabývají institucemi, které prý věděly o připravovaném útoku a záměrně měly tento fakt ignorovat nebo dokonce útočníkům pomáhat. V konspiračních teoriích je rovněž zvažována možnost židovského spiknutí (na základě „analýzy“ židovsky znějících jmen obětí) či pojistného podvodu, např. z důvodu údajné nutnosti rekonstrukce budov kvůli množství azbestu, kvůli kterému by nemohly být budovy rekonstruovány standardním způsobem.

## Úvod

### Obecná charakteristika teorií
Zastánci vládního spiknutí proti svým vlastním občanům poukazují na údajné nejasnosti, nelogičnosti, nesmyslnosti a lži ve vysvětlení událostí 11. září 2001, které bylo zveřejněno v médiích, a přicházejí s vlastními verzemi událostí. Nejčastější společný prvek konspiračních teorií je podezírání Bushovy administrativy a představitelů vojensko-průmyslového komplexu z předem plánované akce s cílem získat nového nepřítele, proti kterému by mohli vést válku, oživení ekonomiky a zbrojařského průmyslu. Dále pak mělo být účelem naklonit si veřejné mínění pro následné válečné tažení do strategicky významných regionů bohatých na zásoby ropy a zemního plynu, přimět občany k ústupkům z ochrany soukromí a navodit atmosféru strachu před dalšími útoky. Kromě toho podle zastánců této teorie si na základě těchto ústupků měla vláda upevnit moc a snadněji se vypořádat s odpůrci. Dále údajně vydělala několik stovek miliard dolarů z pojistných podvodů, ze zničení účetních záznamů v Pentagonu ohledně válečných výdajů a státních zlatých rezerv.
Stupeň údajné viny vlády USA označují konspirační teoretikové kategoriemi:
- LIHOP – Let It Happen On Purpose (dopustili, aby se to stalo) – zodpovědné osoby měly o přípravách útoku vědět a neudělaly nic proti,
- MIHOP – Made It Happen On Purpose (zařídili, aby se to stalo) – administrativa, armáda, vojensko-průmyslový komplex, Židé, atd. měli útok od začátku plánovat a aktivně zařídili jeho uskutečnění.[12][13]

Podle průzkumu, provedeného v říjnu 2006 deníkem The New York Times a zpravodajskou sítí CBS News tvrdilo jen 16 % Američanů, že vláda Spojených států amerických říká pravdu ohledně útoků a dalších 59% si myslelo, že Bushova administrativa něco tají.

### Spolky zastánců konspiračních teorií
Zastánci teorie spiknutí založili mnoho různých skupin a spolků, sdružujících představitele nejrůznějších profesí – například sdružení architektů a stavitelů, vysokoškolských profesorů a studentů nebo pilotů, kteří se pokoušejí zpochybnit oficiální verze událostí. Sdružení akademiků, reprezentované 75 profesory, například tvrdí, že vyvrátilo teorii „palačinkového“ kolapsu nebo že identifikovali přítomnost komerční pyrotechnické směsi Thermate na základě zbytků síry. Skupina stavařů, která patří mezi příznivce konspiračních teorií, je sdružena do spolku Architects & Engineers for 9/11 Truth.

## Uvažované motivy pachatelů útoků podle konspiračních teoretiků

### Americká dominance
V roce 2006 členové konspiračního spolku Scholars for 9/11 Truth prohlásili že skupina amerických neokonzervaticů nazvaná Project for a New American Century (PNAC), zahrnující jména jako Paul Wolfowitz, Dick Cheney nebo Donald Rumsfeld, prosazuje americkou dominanci ve světě a zorganizovala útoky z 11. září, jako výmluvu pro invaze do Iráku, Afghánistánu a později Íránu. V září 2000 PNAC vydal strategickou studii nazvanou Přestavba Americké obrany. David Ray Griffin ve své knize The New Pearl Harbor: Disturbing Questions About the Bush Administration and 9/11 vydané roku 2004 tvrdí že tato studie byla přípravou pro útoky z 11. září. Dokládá to jazykem studie, v níž se píše, že "proces transformace, i když přinese revoluční změny, bude pravděpodobně dlouhodobý, postrádajíc nějakou katastrofickou a kataklysmatickou událost - jako nový Pearl Harbor".
Matt Taibbi ve své knize The Great Derangement tvrdí, že konspirační teoretikové vytrhují to co je v analýze napsáno, z kontextu, "transformace" popsaná v analýze má být desetiletí trvající proces přechodu armády z éry Studené války do podoby "moderní armády" schopné provádět rychlé lokalizované akce. Považuje také za podivné, že by spiklenci veřejně deklarovali své cíle rok před akcí.

### Invaze v ekonomických zájmech USA
Někteří konspirační teoretici považují za důvod spiknutí snahu kontrolovat světová naleziště ropy. 11. září mělo dát USA možnost spustit války, které již nějaký čas plánovali. Například Andreas von Bülow, bývalý ministr obrany a ministr pro výzkum a technologie NSR (v 70. a 80. letech) napsal knihu Die CIA und der 11. September, ve které tvrdí, že útok 11. září byl zinscenován tajnými službami USA k ospravedlnění následných válek v Afghánistánu a Iráku. Bývalý premiér Malajsie Mahathir Mohamad uvedl, že má důkazy o tom, že (11. září) byly falešné útoky, aby Spojené státy mohly začít válku proti muslimům.

### Nový světový řád
Alex Jones a další tvrdí, že útoky inspirovala skupinou vlivných lidí s bankovními, korporátními, globalizačními a vojenskými zájmy s cílem vytvořit světovou vládu.

## Navrhované historické precedenty
Konspirační teoretici často odkazují k dokumentu z doby Kubánské krize, s návrhem ovlivnění veřejného mínění, zahrnujícím i fingované útoky na vlastní civilní obyvatelstvo, známému jako Operaci Northwoods. Tento návrh obsahoval několik teroristických útoků ve Spojených státech, z nichž by měli být obviněni kubánští agenti, následné invazi na Kubu a sesazení Castra. Plán byl tehdejším ministrem obrany i prezidentem zamítnut, jeho autor následně zbaven velení. Plány Operace Northwoods byly po čtyřiceti letech odtajněny.

## Jednotlivé teorie
Neobvyklost událostí, jakým je nepochybně náraz unesených dopravních letadel do velmi vysokých budov a jejich následné zřícení, přirozeně vzbuzuje množství otázek. Konspirační teoretikové se snaží tyto otázky zodpovědět (nebo pokládají jiné) se záměrem nalézt skrytého viníka, kterým má být nějaká součást establishmentu.
Hlavní prvky těchto konspiračních teorií zahrnují údajné nesrovnalosti v identifikaci atentátníků, zpochybnění jejich schopností pilotovat, neefektivní a zmatené reakce po zjištění unesených letadel. Zřícení budov Světového obchodního střediska se jeví jako by byly vyvolané řízenými explozemi, do Pentagonu měla narazit řízená střela, zajišťující zničení účetních dokumentů a následně realizaci několik let předpřipravených válečných plánů a další.

### Identita atentátníků
- Abdul Azíz Alamari, terorista z letu 11, prý v minulosti studoval ve Spojených státech amerických (konkrétně v Denveru). Během svého studijního pobytu tam měl ztratit pas, jak uvedl pro The Daily Telegraph.[33][34]
- Salemovi Al-Hazmi, jenž byl na palubě letu 77, se měl stát obětí krádeže svého pasu též – a to již v roce 1998 v Káhiře.[35]
- Jména atentátníků byla FBI známa do necelých 48 hodin po útoku (konspirátoři tvrdí, že šlo o rekordně rychlé nebo předem připravené vyšetřování).[36][37][38][39] Tato jména ale chyběla na listině cestujících, jak ji téhož dne zveřejnila stanice CNN. Z prvního zveřejněného seznamu cestujících měla být záměrně vynechána arabská jména.[40]
- Podle teoretiků chybí důkazy (např. pomocí DNA), že tyto osoby byly skutečně na palubě letadel.
- Nález nepoškozeného papírového pasu jednoho z únosců (Muhammada Atty) se v souvislosti s totálním zničením obou unesených letadel jeví jako přinejmenším překvapivý.[41]
- Muhammad Atta, který jako člen al-Kajdy velel sebevražedným útokům, byl agentem pákistánské tajné služby ISI, která mu v červenci 2001 poukázala na jeho účet v USA sto tisíc dolarů.[42]
- Minimálně sedm (některé zdroje tvrdí, že dokonce devět) z atentátníků prý mělo být po sebevražedném útoku naživu;[43] se čtyřmi z nich udělal britský the Telegraph rozhovor.[33]

Všechny tyto teorie snadno vyvrátilo šetření, při kterém se ukázalo, že šlo o chyby při přepisu jmen z arabštiny.

### Nedostatečná nebo pomalá reakce na únosy letadel
- Konspirátoři se také ptali, proč pozdě reagoval NORAD. Jeho síly se účastnily manévrů na téma únos letadel ve vzdušném prostoru USA, což vedlo k tomu, že zároveň se muselo vypořádat jak s fingovanými, tak i se skutečnými únosy.[45]
  - První ze cvičení, Vigilant Warrior („bdělý válečník“), popsal plukovník Deskins jako „imaginární krizi stanovišť NORADu napříč zemí“.
  - Druhé, Northern Vigilance („ostražitost na severu“), plánované měsíce dopředu, zahrnovalo užití stíhaček v oblasti severních teritorií Kanady a na Aljašce.
  - Tři stíhačky F-16 ze základny Andrews, 15 mil od Pentagonu, letí 1800 námořních mil na jih na tréninkovou misi do Severní Karolíny.
  - Navíc, The National Surveillance Office (národní dozorčí úřad) v Shentille ve Virginii se připravoval na cvičení, které simulovalo náraz menšího soukromého letadla do jedné z jeho budov.

Tato všechna cvičení, konaná ve stejnou dobu, měla ponechat na obranu celých Spojených států 15 letounů. Toto mělo vést k paralyzování a zmatečným pokusům o obranu (operátoři měli na radarech v jeden okamžik 22 cílů a nevěděli, u kterých se jedná o skutečnou situaci unesení letadla a u kterého jde o jedno ze cvičení). Konspirátoři se ptají, byla-li to pouze náhoda.
Logickým vysvětlením je, že NORAD byl před útoky zaměřen především na mezinárodní lety směrem do USA a ne na lety vnitrostátní.
Města New York a Washington brání letecká základna Andrews, situovaná asi 15 mil od Washingtonu. Tamní stíhačky a speciálně vycvičení profesionální piloti, kteří jsou v nepřetržité pohotovosti, dokáží dosáhnout New Yorku během asi 4 minut. První náraz se odehrál v 8:46 (let č. 11 do Severní věže), první náznak nestandardního chování, implikujícího únos letadla (ostrá změna kurzu, poté vypnutí navigačního signálu) nastal v 8:13. Již v tento čas měly být NMCC, FAA, a jiné úřady a agentury podle běžných předpisů v pohotovosti a koordinovaně odvrátit nebezpečí a hájit bezpečnost obyvatelstva.
- „Bezpečnostní experti si také kladli otázku po roli severoamerického systému protiletecké obrany (NORAD), který odpovídá za hájení vzdušného prostoru USA a Kanady před útoky raket, letadel atd. Zmíněné americko-kanadské velitelství disponuje vlastními radarovými stanicemi, raketami země-vzduch, americkými i kanadskými stíhači a bitevníky. V oblasti je rovněž řada dalších leteckých základen, jejichž stíhačky jsou schopny během pouhých několika minut dostihnout každý podezřelý stroj. Řečené platí dvojnásob pro hlavní město Washington se základnou v Langley přímo vedle hlavního stanu CIA. Konspirátoři naznačují, že takové selhání nelze vysvětlit ani zmatkem po nečekaném přepadu; všechno podle nich naopak ukazuje na záměrnou sabotáž systému jako na součást koordinovaného útoku.“[47]

Údajně nebyly nalezeny tzv. černé skřínky unesených letadel. Toto tvrzení se ale ukázalo v případě letu 93 a 77 jako nepravdivé. Nebyly nalezeny černé skřínky letadel letů UA 175 a AA 11y.

### Pohyby na burze těsně před 11. zářím
- Záhadné transakce na burze jsou dalším bodem tvrzení stoupenců konspiračních teorií: krátce před teroristickým útokem prý bylo neznámými osobami uzavřeno velké množství opčních obchodů (s tzv. put opcemi – aneb kupující spekuluje na pád ceny akcií)[49] na letecké společnosti American a United Airlines, Boeing[50], pojišťovny a na firmy, které měly své úřady v postižených budovách. Konkrétně 6. září opční obchody tvořily 4násobek, v pátek 7. září 5násobek a v pondělí 10. září 11násobek denního průměru.
- Šetření SEC  a FBI s pomocí dalších agentur, včetně zajištění spolupráce s mnoha zahraničními vládami ukázalo, že obchody byly skutečně neobvyklé, nicméně nijak nesouvisely s útokem. Jediný institucionální investor se sídlem v USA, který neměl žádné vazby na al-Káidu, koupil dne 6. září 95 % prodejů akcií UnitedAirlines jako součást obchodní strategie, která zahrnovala také nákup 115 000 akcií AmericanAirlines, provedený 10. září. Původcem operace byly informace v jistém faxovém newsletteru, rozesílaném 10. září obchodníkům s akciemi v USA, který tyto obchody doporučil. [51]

### Pentagon
- Odpůrci oficiální verze zpochybňují, že by objektem, který do Pentagonu narazil, byl Boeing 757-200 společnosti American Airlines. Důvody, které k tomu uvádějí, zahrnují obranný systém samotného Pentagonu včetně vymezeného bezletového prostoru, neschopnost teroristy-únosce pilotovat i menší letadla v kombinaci s extrémně složitým manévrem, který měl letoun před útokem provést; nekonzistentnost otvoru, jenž útočící objekt do Pentagonu udělal s rozměry Boeingu 757, absenci trosek v místě neštěstí, které by bylo možno pozitivně identifikovat jako patřící letu 77, a další. Na dostupných fotografiích je patrno množství trosek, části podvozku a motoru. Zastánci konspiračních teorií tvrdí, že jde o součásti jiného typu letadla. Také poukazují na fakt, že byl zveřejněn pouze jediný kamerový záznam, zachycující okolí místa nárazu, přestože v okolí budovy Pentagonu i na samotné budově mělo být podle jejich tvrzení k dispozici více kamer.

### Světové obchodní centrum
Mnozí konspirační teoretici věří, že zhroucení budov Světového obchodního centra v roce 2001 nebylo způsobeno nárazem letadel a následným požárem, ale explozí trhavin uložených v budovách. Významní zastánci této teorie jako fyzik Steven E. Jones, architekt Richard Gage, softwarový inženýr Jim Hoffman a teolog David Ray Griffin, tvrdí, že nárazy letadel a následné požáry nemohly budovy oslabit natolik, aby došlo k jejich úplnému zhroucení a budovy by se tak neměly zhroutit úplně a jejich pád by měl být pomalejší, protože mu energii odebírala destrukce spodních pater budovy.
Národní institut standardů a technologie (NIST) a časopis Popular Mechanics tyto teorie otestovaly a zamítly. Odborná veřejnost většinou přijímá model ohněm způsobeného, gravitací vedeného kolapsu budov Světového obchodního centra. NIST netestoval potenciální rezidua výbušnin na ocelových nosnících, a to z důvodu pravděpodobných neprůkazných výsledku, protože podobné sloučeniny mohly vzniknout již při stavbě věží.
V roce 2006 Jones přišel s hypotézou, že řízenou demolici provedli vládní agenti, kteří měli přístup do budov WTC a měli k dispozici termit nebo super-termit. V dubnu 2009 Jones, Niels H. Harrit a sedm dalších autorů publikovalo v časopise The Open Chemical Physics Journal článek, kvůli kterému hlavní editorka, profesorka Marie-Paule Pileni, rezignovala a obvinila nakladatelství Bentham Scientific z vydávání pseudovědeckých materiálů. Dotčený článek nesl název "Active Thermitic Material Discovered in Dust from the 9/11 World Trade Center Catastrophe" a uváděl, že výzkumníci nalezli důkazy přítomnosti nano-termitu ve vzorcích prachu vzniklého při kolapsu věží Světového obchodního centra. Společnost MVA Scientific Consultants následně provedla zkoumání prachu z  WTC. Její analýza potvrdila, že červeno-šedé částice, nalezené v prachu WTC na čtyřech místech odpovídají výsledku hoření epoxydového nátěru uhlíkové oceli, který obsahuje především pigmenty oxidu železitého a kaolínu. Neobsahují žádné důkazy o elementárních hliníkových částicích jakékoli velikosti, takže nešlo o termit nebo nano-termit. Ke stejnému závěru dospěl i chemik a spisovatel Ivan Kmínek.
Další konspirační teorie:
- Den před útokem prý byl u obou věží „dvojčat“ zamčen přístup na střechu.[66][67]
- V den útoku, v 6:47 údajně někdo přepnul požární signalizaci budovy č. 7 WTC do osm hodin trvajícího testovacího režimu, který způsobil, že jakákoli indikace požáru byla považována za simulaci a neobjevila se v kontrolní ústředí budovy.[68][69]

Zpráva National Institute of Standards and Technology (NIST) koresponduje s vládní verzí, tak jinak odporuje tvrzení příznivců alternativních teorií o konspiraci.

### Operace Bojinka
- V roce 1995 byl na Filipínách zmařen teroristický plán nazvaný „Operace Bojinka,“ který obnášel „únos letadel a útok na významná centra americké demokracie jako Pentagon, Světové Obchodní Centrum, Bílý dům či ústředí CIA.“ Podrobná dokumentace plánovaných útoků byla předána Američanům. Jak CIA, tak FBI o tomto plánu věděly.[72]

### Let 93
- Na rozdíl od linek č. 11 a 77, kdy NORAD a FAA nechaly letadla doletět až do budov Světového obchodního centra, letadlo letu č. 93 se zřítilo pouhých 7 minut potom, co převzala armáda kontrolu leteckého provozu. Tato skutečnost vede příznivce konspiračních teorií k závěru, že let č. 93 byl ve skutečnosti sestřelen.
- Satelitní fotografie USGS (United States Geological Survey) mapovaly (mimo jiné) i okolí Shanksville před 11. zářím 2001 a díru, v médiích presentovanou jako místo zhroucení letu č. 93, údajně zachytily již 20. dubna 1994.[73]

### Údajné maření vyšetřování
- Prezident Bush prý konal akce, ze kterých se mělo dát vyvodit, že se snaží všemi prostředky ovlivnit, znesnadnit, zpomalit nebo zcela znemožnit nezávislé vyšetření útoků z 11. září. Snažil se do komise dostat svého člověka, odkládal předání požadovaných dokumentů, přikázal omezit aspekty vyšetřování sledující stopy vedoucí do firem nebo úřadů samotných Spojených států, omezil rozpočet komise, ztížil její proces vyžadování dokumentů, … – celá kapitola o Bushově maření vyšetřování je věnována v knize Davida Raye Griffina, Nový Pearl Harbor.[46]
- Původním předsedou oficiální komise měl být jmenován Dick Cheney, volba nakonec padla na Dr. Philipa D. Zelikowa. Zelikow působil v radě pro národní bezpečnost za George H. W. Bushe, na ministerstvu zahraničí, v minulosti se zabýval a publikoval několik vědeckých článků na téma šíření informací a mýtů (a psychologických aspektů při jejich vnímání), v prestižním časopise Foreign Affairs (č.11-12/1998) je spoluautorem článku „Katastrofický terorimus“, ve kterém popisuje omezení občanských svobod v případě úspěšného útoku na Světové obchodní centrum z roku 1993.[74][75] Na přelomu let 2000 pracoval pro administrativu George W. Bushe a v říjnu 2001 zastával funkci poradce v panelu zahraniční rozvědky (PFIAB), je též blízký přítel Condoleezzy Rice. Je též autorem americké bezpečnostní strategie, kterou měl přepsat z původní koncepce Richarda Haasse tak, aby reflektovala změny přístupu americké zahraniční politiky po 11. září a obsahující i studii možného útoku na Irák (tímto úkolem byl pověřen přímo od Riceové). Názorově i rétoricky je velmi blízký idejím, které prosazuje washingtonský think-tank Projekt pro nové americké století. Pro zastánce konspiračních teorií (ale i příbuzné po obětech z 11. září a tzv. Jersey girls) je toto vše dostatečný důvod, aby odstoupil ze svých funkcí.[76]

## Hnutí nesouhlasící s oficiální verzí
- 9/11 Truth Movement („Hnutí za pravdu o 9/11“) – zahrnuje lidi různých společenských vrstev, většinou obyvatel Spojených států (ale i ostatních zemí), kteří zpochybňují oficiální vyjádření Bílého domu k útokům z 11. září a žádají opravdu detailní a nestranné vyšetření této tragédie. Organizace tohoto hnutí je velmi volná, ale existují její internetové kampaně a mezinárodní konference. Stoupenci mají pobočky např. v Atlantě, Chicagu, Londýně, Los Angeles, Manchesteru, New Yorku, San Diegu, San Francisu, Seattlu a mnoha dalších městech i v Evropě.
- 9-11 Visibility Project
- The Citizens' Commission on 9-11
- 911Truth.org – organizace, která požaduje nové vyšetřování a podporuje teorii řízené demolice.
- Hispanic Victims Group
- Scholars for 9/11 Truth – skupina založená 15. prosince 2005 Jamesem Fetzerem a Stevenem Jonesem. Mezi 300 lidmi z této skupiny je 75 profesorů středních a vysokých škol[18].
- Pilots for 9/11 Truth – organizace pilotů a leteckých profesionálů za nalezení pravdy za událostmi z 11. září
- Political Leaders for 9/11 Truth – s japonským senátorem Yukihisa Fujita a bývalou arizonskou senátorkou Karen Johnsonovou v čele
- People's impeach movement – Poměrně masívní hnutí lidí ze všech koutů USA a všech společenských vrstev (včetně samotných vojáků), kteří chtějí dohnat prezidenta a jeho současnou administrativu k odpovědnosti za (podle jejích slov) lži a zločiny, kterých se dopustili. Též si přejí ukončit válečné kampaně v Iráku a Afghánistánu. Pořádají akce, jejichž motivem je slovo impeach – (obvinit, obžalovat, dohnat před soud).
- Architects and Engineers for 911 Truth – asociace architektů a inženýrů žádajících vyšetření událostí z 11. září 2001; bylo založeno architektem Richardem Gagem.

## Vyjádření oficiálních míst
Ze závěrečné zprávy Národní vyšetřovací komise vyplývá, že FBI a CIA hrubě podcenily rizika teroristických útoků a nepříliš dobře posloužily jak prezidentovi Bushovi, tak jeho předchůdci Clintonovi. Ke stejnému závěru se přiklonila i CIA ve zprávě vydané 21. srpna 2007.
Zprávy vydané roku 2005 NIST vyšetřující zhroucení věží Světového obchodního centra. Později přibylo i vyjádření stavebních inženýrů zabývajících se pádem WTC 7.

## Reakce médií

### Česká média
V českém prostředí se konspiračními teoriemi hojně zabýval český portál iDNES.cz, který je rovněž odmítl.

## Průzkumy veřejného mínění
Podle průzkumu z roku 2008, na jehož otázky odpovídalo 16 063 respondentů ze 17 zemí, pouze v devíti zemích převážil názor, že Al-Káida stála za útoky z 11. září 2001. Celkově 46 % dotazovaných věřilo, že za útoky stojí Al-Káida, 15 % věřilo, že za útoky je zodpovědná americká vláda, 7 % vinilo Izrael a dalších 7 % věřilo tomu, že za útok není odpovědná Al-Káida. Názory, že za 11. září není odpovědná Al-Káida, převažovaly mezi respondenty z Blízkého východu.

### Dokumenty a filmy
Níže uvedené jsou filmy a dokumenty, které obsahuje Česko-Slovenská filmová databáze (ČSFD) či Internet Movie Database (IMDb):
- Fahrenheit 9/11 – dokument amerického dokumentaristy Michaela Moorea z roku 2004; získal Zlatou Palmu[83]
- 9/11: Press for Truth – dokumentární film režiséra Raye Nowosielskiho z roku 2006[84]
- Zeitgeist: The Movie – dokumentární film režiséra Petera Josepha z roku 2007[85]
- 911 In Plane Site – dokumentární film režiséra Williama Lewise z roku 2004[86]
- The Power of Nightmares: Rise of the Politics of Fear – trojdílný britský dokument režiséra Adama Curtise z roku 2004[87]
- The Great Conspiracy: The 9-11 News Special You Never Saw – americký dokumentární film z roku 2004[88]
- 911 Eyewitness Hoboken – dokumentární video z roku 2005[89]
- Loose Change 2nd Edition – americký dokumentární film režiséra Dylana Averyho z roku 2006[90]
- Dust to Dust: The Health Effects of 9/11 – dokument z Heidi Dehncke-Fishera z roku 2005[91]